# 國重純二
國重 純二（くにしげ じゅんじ、1942年1月20日 - 2013年12月14日）は、日本のアメリカ文学者、翻訳家。東京大学名誉教授。

## 人物・来歴
満洲国生まれ。香川県立高松高等学校卒業、1966年東京大学文学部英文科卒業、1972年同大学院博士課程中退、千葉大学教養部講師、1974年助教授、1975年東京都立大学助教授、1986年東大教養学部助教授、1992年教授。1998年から2年間、日本アメリカ文学会会長、1999年から2年間、日本英文学会会長。2001年定年退官、名誉教授、鶴見大学教授。2012年退職。
2013年12月14日、肝細胞癌のため死去。71歳没。
リチャード・バックの『かもめのジョナサン』の翻訳は、國重が訳したものに五木寛之が手を入れたものであることが、同書2015年の新版で明かされている。

## 編著
- 『アメリカ文学ミレニアム』1 - 2（南雲堂） 2001

## 翻訳
- 『さようなら、ミス・ワイコフ』（ウィリアム・インジ、新潮社） 1972
- 『埋葬の土曜日』（アラン・ホワイト、立風書房） 1974
- 「アメリカ成年期に達す」（ヴァン・ワイク・ブルックスほか、研究社、『アメリカ古典文庫20 社会的批評』） 1975：解説井上謙治
- 『S・S特命部隊』（ウィルソン・マッカーシー、立風書房） 1980
- 『キマイラ』（ジョン・バース、新潮社） 1980
- 『ヘミングウェイのスーツケース』（マクドナルド・ハリス、新潮社） 1991、のち新潮文庫 1999
- 『ナサニエル・ホーソーン短編全集』全3巻（南雲堂） 1994 - 2015
- 『通訳 / インタープリター』（スキ・キム、集英社） 2007